# FRIDAY AIR SHUFFLE
FRIDAY AIR SHUFFLE（フライデー・エア・シャッフル）はエフエム鹿児島自社製作番組の一つである。番組開始当初（2006年4月～）は午前10時からの第1部と午後4時からの第2部で構成されていたが、2007年3月をもって第1部は終了した。

## 第1部　FRIDAY AIR SHUFFLE HAPPY☆TRACKS
FRIDAY AIR SHUFFLE HAPPY☆TRACKS（フライデーエアシャッフル・ハッピー・トラックス）はFM鹿児島自社製作番組「フライデーエアシャッフル」の午前中を占める枠であり、10:00～12:55に放送。パーソナリティは「フィール・ザ・ミュージック・ダ」を担当していた有賀真姫。HAPPY☆TRACKSは2007年3月をもって終了しμFM W-ing UpとSwitch!に引き継がれた。

### TIME TABLE
- 10:10　FM Radio Shopping
- 10:30　ジャッジメント
- 10:40　交通情報
- 10:45　デリシャスタイム
- 10:50　テレマートラジオショッピング
- 10:55　ファミラジ
- 11:00　赤坂泰彦のディア・フレンズ
- 11:37　インフォビジョン
- 11:40　交通情報
- 11:55　ニュース
- 12:05　天気予報
- 12:40　交通情報

## 第2部　FRIDAY AIR SHUFFLE EVENING TRACKS
FRIDAY AIR SHUFFLE EVENING TRACKS（フライデーエアシャッフル・イブニング・トラックス）はFM鹿児島自社製作番組「フライデーエアシャッフル」の午後を占める枠であり、16:00～19:00に放送。パーソナリティは高森てつと橋村美咲。

### TIME TABLE
- 16:20 中孝介の神のひきわたせ
- 16:29　交通情報
- 16:35　モバカン!～モバイルカウントダウン
- 16:51　KKBサウンド＆トーク
- 16:55　ニュース
- 17:05　交通情報
- 17:25　サンクスWAKUWAKU FRIDAY
- 17:40　交通情報
- 18:05　交通情報
- 18:20　AMU's Style
- 18:35　きままにゴルフ
- 18:52　経済トピックス
- 18:55　ニュース

## 特番
2006年12月22日の放送ではFRIDAY AIR SHUFFLE X'mas TRACKS（フライデーエアシャフル・クリスマス・トラックス）と題して第1部・第2部双方のパーソナリティが相互に乗り入れて番組を進行させた。第1部のHAPPY TRACKSと第2部のEVENING TRACKSは別番組と認識しているリスナーが多いらしく、番組冒頭では第1部と第2部は同一番組であることが強調されていた。